# 委只洛乡
委只洛乡，是中华人民共和国四川省凉山彝族自治州布拖县下辖的一个乡镇级行政单位。2021年1月12日，将原联补乡海俄村、海木村所属行政区域划归委只洛乡管辖。

## 行政区划
委只洛乡下辖以下地区：
委只洛村、碾岩村、觉古村和威史尺村。